# Michael Donderer
Michael Donderer (* 1950) ist ein deutscher Klassischer Archäologe.
Michael Donderer wurde 1979 an der Universität Erlangen mit der Dissertation Die Chronologie der römischen Mosaiken in Venetien und Istrien bis zur Zeit der Antonine bei Klaus Parlasca promoviert. 1979/80 erhielt er das Reisestipendium des Deutschen Archäologischen Instituts, mit dessen Hilfe er den Mittelmeerraum bereisen konnte. 1988 wurde er mit der Arbeit „Schriftquellen zu Kunsthandwerkern der späten Republik und der Kaiserzeit“ an der Universität Erlangen habilitiert. Daraus ging die 1989 veröffentlichte Studie Die Mosaizisten der Antike und ihre wirtschaftliche und soziale Stellung. Eine Quellenstudie hervor, die er 2008 mit Die Mosaizisten der Antike II. Epigraphische Quellen. Neufunde und Nachträge ergänzte. In diesen Studien stellte er alle literarischen und epigraphischen Quellen, insbesondere Signaturen, zu den Mosaizisten der Antike zusammen. In gleicher Weise tat er das mit der 1996 veröffentlichten Schrift Die Architekten der späten römischen Republik und der Kaiserzeit. Epigraphische Zeugnisse  für die Architekten. Donderer hat mit seinen Studien in besonderem Maße zur Prosopographie der antiken Künstler und Handwerker beigetragen. Im Jahr 2000 wurde er von der Universität Erlangen zum außerplanmäßigen Professor ernannt. Er arbeitete beruflich als Lehrer am privaten St.-Josef-Gymnasium in Biesdorf (Eifel) und lehrte an den Universitäten in Bamberg, Erlangen, Graz, Innsbruck, Salzburg und Wien.

## Schriften (Auswahl)
- Die Chronologie der römischen Mosaiken in Venetien und Istrien bis zur Zeit der Antonine (= Archäologische Forschungen. Band 15). Mann, Berlin 1986, ISBN 3-7861-1424-2.
- Die Mosaizisten der Antike und ihre wirtschaftliche und soziale Stellung. Eine Quellenstudie (= Erlanger Forschungen. Reihe A, Geisteswissenschaften, Band 48). Universitäts-Bibliothek, Erlangen 1986, ISBN 3-922135-64-1.
- mit Christoph Börker (Hrsg.): Das antike Rom und der Osten. Festschrift für Klaus Parlasca zum 65. Geburtstag (= Erlanger Forschungen. Reihe A, Geisteswissenschaften, Band 56). Universitäts-Bibliothek, Erlangen 1990, ISBN 3-922135-69-2.
- Die Architekten der späten römischen Republik und der Kaiserzeit. Epigraphische Zeugnisse (= Erlanger Forschungen. Reihe A, Geisteswissenschaften, Band 69). Universitäts-Bibliothek, Erlangen 1996, ISBN 3-930357-08-9.
- Die Mosaizisten der Antike II. Epigraphische Quellen. Neufunde und Nachträge (Erlanger Forschungen. Reihe A, Geisteswissenschaften, Band 116). Universitäts-Bibliothek, Erlangen 2008, ISBN 978-3-930357-88-8.